# Cebreros
Cebreros là một đô thị trong tỉnh Ávila, Castile và León, Tây Ban Nha. Năm 2002 dân số là 3.223 người và diện tích là 137 km².